# 1968年夏季残疾人奥林匹克运动会以色列代表团
1968年夏季残疾人奥林匹克运动会以色列代表团是以色列派出的1968年夏季残疾人奥林匹克运动会代表团。获得18枚金牌、21枚银牌和23枚铜牌。